# لوپیکرکاپل
لوپیکرکاپل (به هلندی: Lopikerkapel) یک منطقهٔ مسکونی در هلند است که در لوپیک واقع شده‌است. لوپیکرکاپل ۶۴۰ نفر جمعیت دارد.